# Лудвиг VIII фон Йотинген
Лудвиг VIII фон Йотинген (на немски: Ludwig VIII von Oettingen; † 26 юли 1378) е граф на Йотинген в Швабия, Бавария и ландграф в Елзас.
Той е син на граф Фридрих I фон Йотинген († 1311/1313) и съпругата му Елизабет фон Дорнберг († 1309/1311), дъщеря на фогт Волфрам IV фон Дорнберг († 1288) и Рихенза фон Ортенберг († 1309).
Внук е на граф Лудвиг V фон Йотинген († 1313) и първата му съпругата му бургграфиня Мария фон Хоенцолерн-Нюрнберг († 1298).
Брат е на Конрад VI († сл. 1319), Фридрих II († 4/14 октомври 1357) и на Мария фон Йотинген († 10 юни 1369), омъжена 1309 г. за граф Рудолф III фон Хабсбург-Лауфенбург († 1315), 1315/1316 г. за граф Вернер II фон Фробург († 1320) и 1326 г. за маркграф Рудолф IV фон Баден († 1348).
Чичо е на граф Лудвиг XI фон Йотинген († 1370), който е син на брат му Фридрих II († 1357).

## Фамилия
Лудвиг VIII фон Йотинген се жени пр. 14 март 1327 г. за Имагина фон Изенбург-Лимбург († 1336/1337), вдовица на граф Улрих 'Млади' фон Труендинген († 1310/1311), дъщеря на граф Йохан I фон Изенбург-Лимбург († 1312) и втората му съпруга Уда фон Равенсберг († 1313), дъщеря на граф Ото III фон Равенсберг († 1306) и Хедвиг фон Липе († 1315). Те нямат деца.
Лудвиг VIII фон Йотинген се жени втори път пр. 25 април 1343 г. за графиня Магарета фон Хоенберг († 24 август 1366), дъщеря на Рудолф II фон Хоенберг († 1335) и графиня Маргарета фон Насау-Хадамар († 1370), дъщеря на граф Емих I фон Насау-Хадамар († 1334) и Анна фон Цолерн-Нюрнберг († 1355/1357).
Бракът е бездетен.
Той се жени трети път за Катарина фон Катценщайн († 3 май 1374). Бракът е бездетен.